# لودگپول (نبراسکا)
لودگپول(به انگلیسی: Lodgepole) شهری در ایالت نبراسکا کشور ایالات متحده آمریکا است که جمعیت آن در سرشماری سال ۲۰۱۰ میلادی، ۳۱۸ نفر بوده‌است.